# Younger (serie)
Younger is een Amerikaanse komische televisieserie waarvan de eerste aflevering op 31 maart 2015 werd uitgezonden door kabelzender TV Land, een zusterkanaal van Nickelodeon. In april 2015 bestelde de zender een tweede seizoen van opnieuw twaalf afleveringen, dat vanaf januari 2016 op het scherm kwam. In diezelfde maand werd ook een derde seizoen besteld voor 2017. In Vlaanderen was Younger te beginnen op 20 april 2016 op Vitaya te zien.
De reeks is gebaseerd op het boek Younger van Pamela Redmond Satran. De hoofdrol wordt vertolkt door Sutton Foster. Andere rollen worden vertolkt door onder meer Hillary Duff en Debi Mazar.
Younger werd goed ontvangen, met een score van 77% bij Internet Movie Database, en een gemiddelde van 76% bij Rotten Tomatoes voor het eerste seizoen en 71% voor het tweede seizoen.

## Verhaal
Liza Miller is 40 en sinds een jaar gescheiden. Haar enige dochter studeert in India, en door de gokverslaving van haar ex-man zit ze met financiële problemen, waardoor ze het huis moet verkopen en bij haar beste vriendin Maggie intrekt. Ze probeert een baan te vinden, maar stuit op allerlei vooroordelen vanwege haar leeftijd. Op café ontmoet ze Josh, die denkt dat ze net als hij in de twintig is. Zo komt ze op het idee een tweede leven te beginnen als 26-jarige. Zo raakt ze alsnog aan een baan als assistente bij een uitgeverij. Aldaar raakt ze bevriend met de jonge Kelsey, die haar meetroont in de leefwereld van de jongvolwassenen.

## Rolverdeling
- Sutton Foster als Liza Miller, de protagonist.
- Hilary Duff als Kelsey Peters, Lizas vriendin op het werk.
- Debi Mazar als Maggie Amato, Lizas vriendin en huisgenote.
- Miriam Shor als Diana Trout, Lizas baas.
- Nico Tortorella als Josh, Lizas vriendje.
- Thorbjørn Harr als Anton Björnberg, de Zweedse schrijver.
- Molly Bernard als Lauren Heller, een vriendin van Kelsey.
- Tessa Albertson als Caitlin Miller, Lizas dochter.
- Paul Fitzgerald als David Miller, Lizas ex-man.
- Peter Hermann als Charles Brooks, de manager waar Diana een oogje op heeft.
- Dan Amboyer als Thad(deus) Steadman, Kelseys vriendje.